# Musikjahr 1814
Liste der Musikjahre

◄◄ | ◄ | 1810 | 1811 | 1812 | 1813 | Musikjahr 1814 | 1815 | 1816 | 1817 | 1818 | ► | ►►

Weitere Ereignisse
Dieser Artikel behandelt das Musikjahr 1814.

## Instrumental und Vokalmusik (Auswahl)
- Ludwig van Beethoven: Die 8. Sinfonie op. 93 wird am 27. Februar 1814 in einer von Beethoven organisierten „Akademie“ im großen Redoutensaal zu Wien uraufgeführt. Außerdem erscheinen unter anderem die  Klaviersonate Nr. 27 op. 90, das Merkenstein – Lied op. 100 und die Polonaise C-Dur op. 89.
- Johann Nepomuk Hummel: Im November komponiert er das Klavierkonzert Nr. 4 op. 110. Veröffentlicht wird es erst 1826.
- Gioachino Rossini: Egle ed Irene (Kantate)
- Louis Spohr: Violinkonzert Nr. 7 e-Moll, op. 38; Oktett E-Dur für Violine, zwei Violen, Violoncello, Kontrabass, Klarinette und zwei Hörner, op. 32
- Franz Schubert:  Messe Nr. 1; Gretchen am Spinnrade
- Ferdinand Ries: Sinfonie Nr. 2 c-Moll op. 80; Pastorales Konzert Nr. 5 für Pianoforte und Orchester D-Dur op. 120

## Musiktheater
- 03. Januar: Uraufführung der Operette Die Nachtmütze des Propheten Elias von Conradin Kreutzer in Stuttgart.
- 28. Januar: Uraufführung der Oper Elena von Johann Simon Mayr in Neapel.
- 01. Februar: Uraufführung der Oper L’Oriflamme von Henri Montan Berton und Rodolphe Kreutzer an der Opéra-Comique in Paris.
- 12. Februar: Uraufführung der Oper Bayard à Mézières ou Le Siège de Mézières von François-Adrien Boieldieu in der Opéra-Comique in Paris.
- 24. Februar: Uraufführung der Oper Alimon und Zaide oder Der Prinz von Catanea von Conradin Kreutzer in Stuttgart.
- 10. März: Uraufführung des Feenspiels Die Eselshaut oder Die blaue Insel von Johann Nepomuk Hummel am Theater an der Wien in Wien.
- 21. Mai: Uraufführung der Oper Le Béarnais ou Henri IV en voyage von François-Adrien Boieldieu in der Opéra-Comique in Paris.
- 23. Mai: Uraufführung der Oper Fidelio von Ludwig van Beethoven am Theater am Kärntnertor in Wien. Hierbei handelt es sich um die erste Aufführung der endgültigen Fassung der Oper. Eine frühere Fassung war bereits am 20. November 1805 aufgeführt worden.
- 13. Juni: Uraufführung der Oper Angéla ou L’Atelier de Jean Cousin von François-Adrien Boieldieu in der Opéra-Comique in Paris.
- 14. Juni: Uraufführung der Oper Il vascello d’Occidente von Michele Carafa in Neapel.
- 15. Juni: Uraufführung des Singspiels Die Rückfahrt des Kaisers von Johann Nepomuk Hummel am Theater an der Wien in Wien.
- 00. Juni: Uraufführung der Oper Atar von Johann Simon Mayr in Genua.
- 02. Juli: Uraufführung des Balletts Das Zauberschloss oder Das aufgelöste Rätsel WoO 32 S. 88 von Johann Nepomuk Hummel am Theater an der Wien
- 14. August: Uraufführung der Oper Il turco in Italia von Gioachino Rossini an der Scala in Mailand.
- 23. August: Uraufführung der Oper Pélage, ou le Roi et la paix von Gaspare Spontini.
- 11. September: Uraufführung der Oper Die Alpenhütte von Julius Miller in Königsberg.
- 07. November: Uraufführung der Oper Le due duchesse von Johann Simon Mayr in Mailand (Scala).
- 19. November: Uraufführung der komischen Oper Die Pflegekinder von Peter Joseph von Lindpaintner in München.
- 26. Dezember: Uraufführung der Oper Sigismondo von Gioachino Rossini in Venedig.

Weitere Uraufführungen
- Friedrich Heinrich Himmel: Der Kobold (Singspiel).
- Johann Simon Mayr: Il ritorno di Jefte, o Il voto incauto (Oratorium in italienischer Sprache) (verschollen)
- Giacomo Meyerbeer: Das Brandenburger Tor (Singspiel), die Uraufführung fand erst im Jahr 1991 statt
- Franz Schubert: Des Teufels Lustschloß (Oper), Uraufführung 1879 konzertant und 1978 szenisch
- Étienne-Nicolas Méhul: L’Oriflamme (Oper in einem Akt)
- Franz Danzi: Malvina (Singspiel) uraufgeführt in Karlsruhe
- Joseph Weigl: Die Jugend Peter des Großen (Oper in drei Akten)

## Geboren

### Geburtsdatum gesichert
- 22. Februar: Oskar Kolberg, polnischer Ethnograf und Komponist († 1890)
- 25. Februar: Wilhelm Müller, deutscher Klavierfabrikant, Musikverleger und Komponist († 1893)
- 16. März: Jules Alary, italienisch-französischer Flötist, Komponist und Musikpädagoge († 1891)
- 22. März: August Gemünder, US-amerikanischer Geigenbauer deutscher Herkunft († 1895)
- 03. April: Louis Désiré Besozzi, französischer Komponist, Organist und Pianist († 1879)
- 21. April: Béni Egressy, ungarischer Komponist, Librettist, Übersetzer und Schauspieler († 1851)
- 01. Mai: Ludwig Mielichhofer, österreichischer Journalist, Schriftsteller und Musikkritiker († 1892)
- 09. Mai: Adolf von Henselt, deutscher Komponist und Klaviervirtuose († 1889)
- 10. Mai: Franz Götze, deutscher Violinist, Opernsänger und Gesangslehrer († 1888)
- 27. Mai: Ignaz Czernits, österreichischer Sänger, Theaterschauspieler und -leiter († 1896)
- 11. Juni: Alexis Roger, französischer Komponist († 1846)
- 19. Juni: Carl Stör, deutscher Violinist († 1889)
- 02. Juli: Thérèse Wartel, französische Pianistin, Klavierlehrerin und Komponistin († 1865)
- 19. August: Friedrich Wilhelm Lübeck, deutscher Geiger und Komponist († 1850)

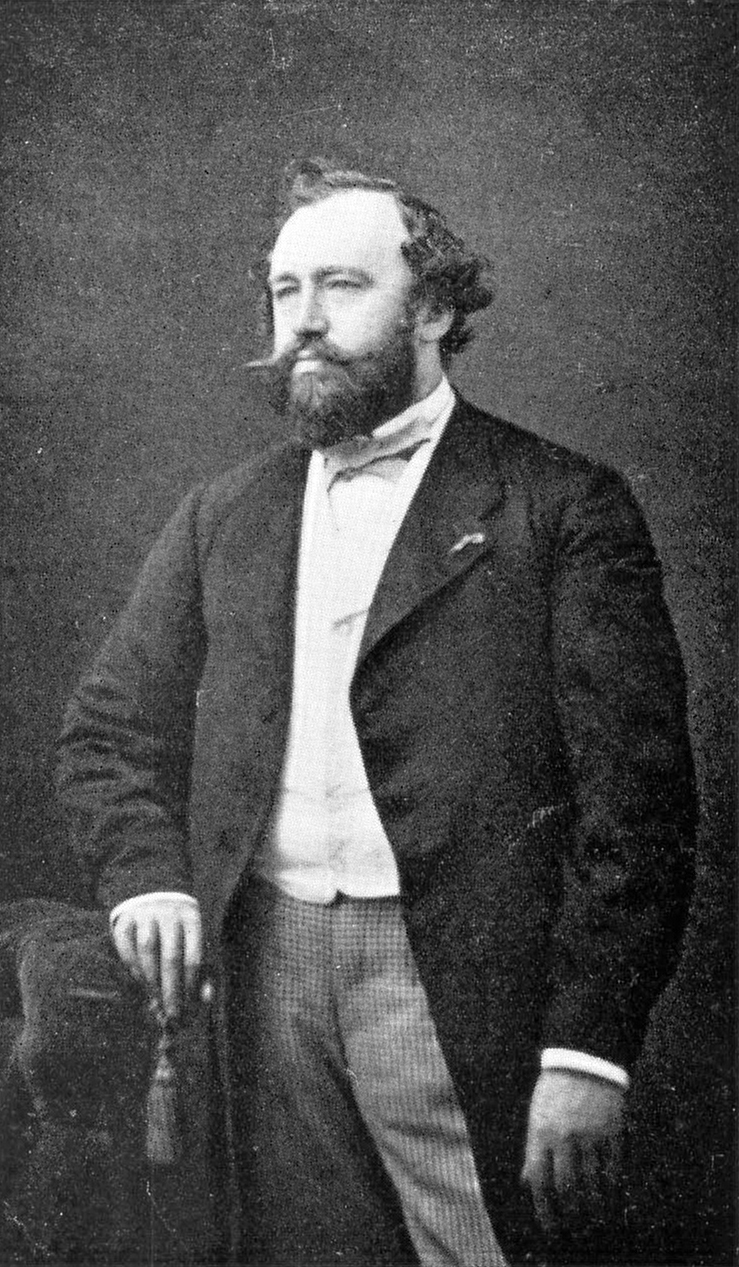
Adolphe Sax; * 6. November

- 15. September: Leopold Knebelsberger österreichischer Komponist († 1869)
- 13. Oktober: John Brinsmead, britischer Klavierbauer († 1908)
- 06. November: Adolphe Sax, belgischer Instrumentenbauer und Saxophonist († 1894)
- 07. November: Johann Baptist Tafrathshofer, deutscher römisch-katholischer Priester, Pädagoge, Schriftsteller und Kirchenlieddichter († 1889)
- 12. Dezember: Friederike Bäuerle, österreichische Pianistin und Schriftstellerin († 1896)

### Genaues Geburtsdatum unbekannt
- Albino Abbiati, italienischer Kornettist, Posaunist und Kapellmeister († 1890)
- Johanna Schmidtgen, deutsche Opernsängerin († 1850)
- Mary Shaw, englische Sängerin († 1876)

### Geboren um 1814
- James Trustam, britischer englischer Orgelbauer († 1883 oder 1887)
- Charlotte Zeidler, deutsche Pianistin und Klavierlehrerin († 1896)

## Gestorben
- 03. Februar: Jan Antonín Koželuh, böhmischer Komponist (* 1738)
- 06. Februar: Clemens August von Schall, deutscher Offizier, Politiker, Musiker, Schriftsteller (* 1748)
- 10. Februar: Placidus Scharl, Mönch, Professor und Dramaturg (* 1731)

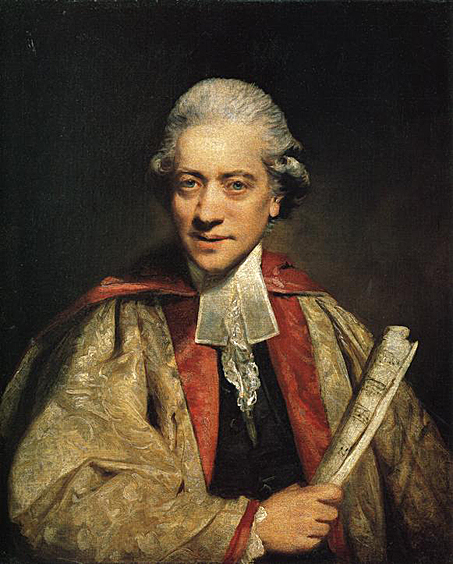
Charles Burney; † 12. April

- 12. April: Charles Burney, englischer Organist, Komponist und Musikhistoriker (* 1726)
- 06. Mai: Georg Joseph Vogler, deutscher Komponist, Organist, Priester (* 1749)
- 08. Juni: Friedrich Heinrich Himmel, deutscher Komponist (* 1765)
- 19. Juni: Friedrich Benda, deutscher Komponist (* 1745)
- 27. Juni: Johann Friedrich Reichardt, deutscher Komponist und Musikschriftsteller (* 1752)
- 19. August: Angelo Tarchi, italienischer Komponist (* um 1760)
- 01. September: Erik Tulindberg, finnischer Komponist (* 1761)
- 16. Oktober: José Antonio Caro de Boesi, venezolanischer Komponist (* um 1740)
- 16. Oktober: Juan José Landaeta, venezolanischer Komponist (* 1780)
- 15. November: Georg Anton Bredelin, Lehrer, Schulvisitator, Dichter, Musiker und Komponist (* 1752)
- 05. Dezember: Ciriaco Carreño, venezolanischer Sänger und Organist (* 1795)
- 10. Dezember: José Ángel Lamas, venezolanischer Komponist (* 1775)
- 26. Dezember: Nicolas François Guillard, französischer Librettist (* 1752)